# Fastenwähe

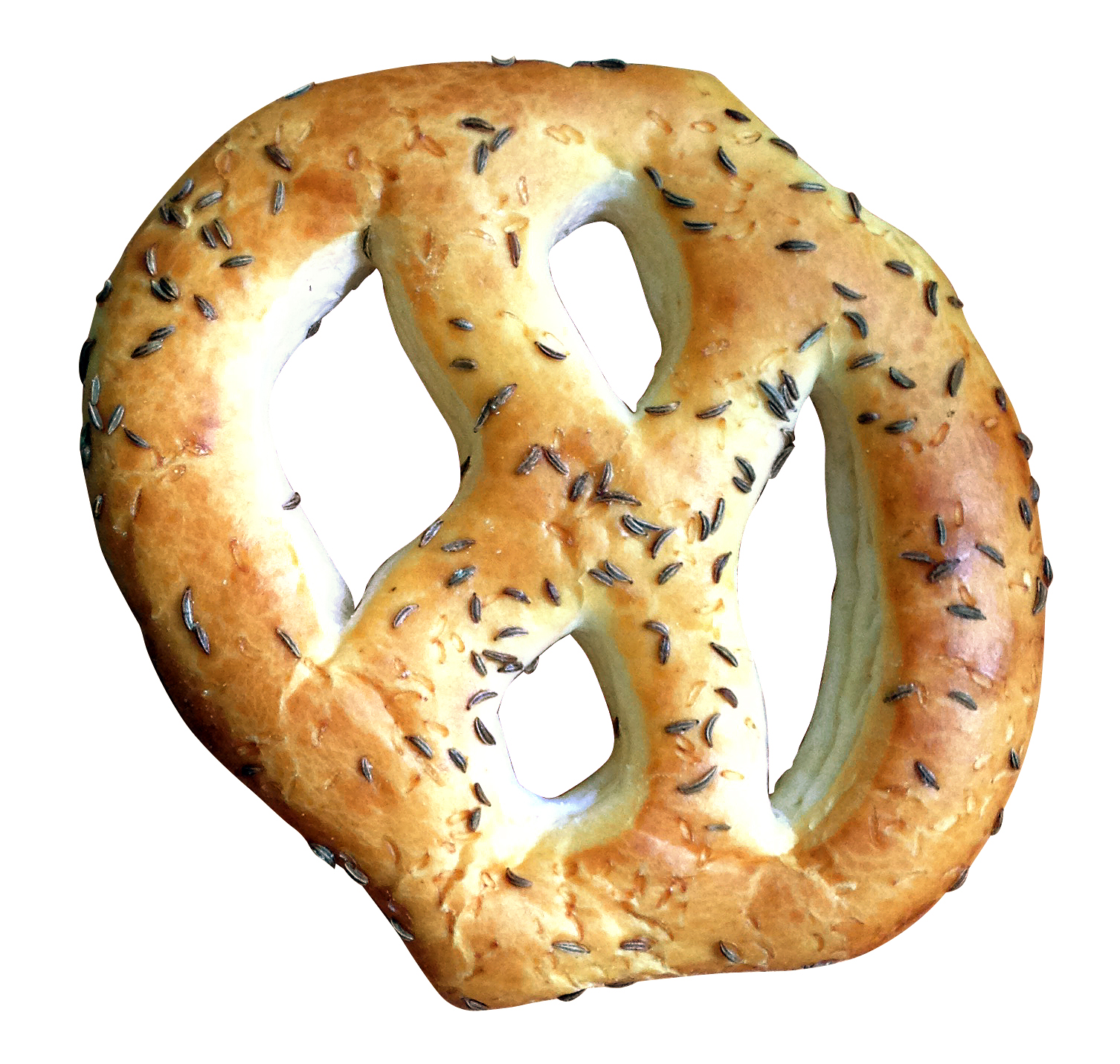
Fastenwähe

Die Fastenwähe (baseldytsch: Faschtewaaie) ist ein Brezelgebäck aus Basel.
Bei der Herstellung wird mit einem Abstecheisen ein flaches Stück Hefeteig mit vier Schnitten versehen. Die Wähen werden vor dem Backen mit Kümmel bestreut und auseinandergezogen, wodurch die typische Form entsteht. Das Kreuz in der Mitte hat eine christliche Bedeutung.
Die Fastenwähe hat ihren Ursprung in der Zeit vor der Reformation und wird typischerweise in der Fastenzeit im Winter gegessen, ab der zweiten Januarwoche bis kurz vor Ostern.
Ursprünglich ist die Fastenwähe aus Brotteig hergestellt worden, es wird auch von einem Versuch von 1720 berichtet, sie aus Spanischbrotteig herzustellen. Die Fastenwähe war auch in Zürich im 17. Jahrhundert und anderswo bekannt und wurde in Österreich als «Fastenbrezen» hergestellt.

## Fussnoten
1. ↑  Rudolf Suter: Baseldeutsch-Wörterbuch. Christoph Merian Verlag, Basel 2006.
2. ↑  Fastenwähe - Fastewaje. Kulinarisches Erbe der Schweiz
3. ↑  Die verschiedenen Brotsorten. Der Bund, 22. März 1967, S. 25.